# Народно-революционная армия (Мексика)
Народно-революционная армия (исп. Ejercito Popular Revolucionario) — левое партизанское движение в Мексике. 
Движение партизан НРА в основном действует в штате Герреро, и проводило операции и в других штатах юга страны, включая Оахаку, Чьяпас, Гуанахуато, Тласкалу и Веракрус.
НРА объявила о своем существовании 28 июня 1996 года на годовщину резни в Агуас-Бланкас годом ранее, когда полицейские расстреляли десятки крестьян, направлявшихся на марш протеста. Десятки повстанцев, вооруженных автоматами АК и AR-15, объявили войну мексиканскому правительству и зачитали вслух «Манифест Агуас Бланкас», а также произвели 17 выстрелов в воздух, чтобы отдать дань уважения 17 погибшим].

## Политическая идеология
Народно-революционная армия выступает за социалистическую крестьянскую революцию. Субкоманданте Маркос дистанцировал САНО от НРА в своих коммюнике, в основном из-за деятельности НРА в штате Чьяпас в разгар мирных переговоров в 1996 и 1997 годах. Однако НРА по-прежнему заявляет о своей поддержке сапатистов.
Народно-революционная армия основала военизированную политическую партию — Народно-революционную демократическую партию, или Демократическую партию народной революции. Группа часто подписывает свои коммюнике «PDF RAR», сочетая испанские инициалы армии и партии. Однако Народно-революционная демократическая партия не функционирует в политическом мире независимо от Народно-революционной армии; партия не фигурирует в бюллетенях ни на местных, ни на федеральных выборах.

## История

### 1990-е годы
28 июня 1996: После прочтения «Манифеста Агуас Бланкас» капитаном Эмилиано партизаны вступили с полицией в перестрелку недалеко от столицы Герреро Чильпансинго, ранив нескольких полицейских и одного гражданского.
2 июля 1996: Коммюнике НРА предупреждает о «неминуемых» вооруженных столкновениях с армией и полицией, это в ответ на массированное военное присутствие в этом районе. Военная разведка приходит к выводу, что НРА является подлинной силой, лучше оснащенной и организованной, чем САНО.
17 июля 1996 года: Нападение на армейский патруль на юго-западе Герреро ранит нескольких солдат и убивает одного гражданского. Две недели спустя в результате засады на патрульных военно-морского флота был ранен еще один человек.
7 августа 1996 года: снайперы НРА убили одного солдата и ранили нескольких других. В тот же день главное командование НРА дало интервью прессе. 25 августа повстанцы заявили, что с 28 июня убили 59 солдат.
28 и 29 августа: Крупнейшее на сегодняшний день нападение, превосходящее представления общественности и правительства о силе группировки. В результате скоординированной атаки нескольких штатов были поражены армейские, полицейские и правительственные объекты в Оахаке, Герреро, Пуэбле и Федеральном округе, в результате чего погибли 18 человек и более двух десятков получили ранения. НРА заявляет о 41 погибшем и 48 раненых. Партизанские силы также перекрыли дороги в Чьяпасе для распространения брошюр и захватили радиостанцию в Табаско. Президент Седильо в своем обращении к государству Союза (Segundo Informe de Gobierno) сказал: «Против терроризма вся мощь государства», заявив, что террористические акты будут преследоваться по закону.
Май 1997: В результате двух столкновений погибли 5 солдат и 4 партизана.

### 2000-е годы
Июль 2007: НРА взяла на себя ответственность за несколько нападений на нефтяные объекты Pemex в регионе Bajío и заявила, что атаки будут продолжаться до тех пор, пока двое из ее членов не будут освобождены. Правительство отрицает ответственность за исчезновение этих двух членов.
1 августа 2007: НРА также взяла на себя ответственность за взрыв бомбы в магазине Sears в Оахаке, был нанесен некоторый ущерб, но никто не пострадал. В тот же день НРА также взяла на себя ответственность за попытку взрыва в отделении банка Banamex также в Оахаке.
10 сентября 2007: Pemex сообщила о взрывах из-за саботажа на нескольких трубопроводах, расположенных в ключевом энергопроизводящем штате Веракрус и дальше вглубь страны, в Тласкале. Согласно сообщениям, произошло шесть взрывов, нацеленных на трубопроводы, по которым транспортировался природный газ, пропан и сырая нефть. Последствия взрывов были настолько серьезными, что вызвали эвакуацию более 20 000 человек из этого района. Взрывы нанесли ущерб оборудованию Pemex на миллионы долларов. Кроме того, по оценкам, взрывы обходятся мексиканской экономике в 100 миллионов долларов в день, поскольку пострадали более 2500 предприятий и было закрыто 60 % сталелитейной промышленности Мексики. 11 сентября 2007 года НРА взяла на себя ответственность за взрывы.

## Реакция мексиканского правительства
После нападений на трубопровод в июле 2007 года президент Кальдерон направил 5000 военнослужащих специального назначения для обеспечения безопасности трубопроводов, а также плотин и электростанций. Эти войска начали регулярное патрулирование региона как на земле, так и в воздухе. Однако протяженность трубопровода Pemex составляет 60 000 км, поэтому обезопасить трубопроводы от диверсантов будет сложно.
Вскоре после сентябрьских атак на трубопровод Национальный центр расследований и Сегуридад (мексиканская разведывательная служба) опубликовал отчет, в котором говорилось, что президент Венесуэлы Уго Чавес, как полагают, поддерживал НРА материалами, вооружением и обучением.
Мексиканский журнал Contralínea объявил, что по меньшей мере 21 член НРА пропал без вести, по-видимому, после того, как был похищен правительственными силами после прихода к власти президента Кальдерона. Эти исчезновения политических активистов касаются не только НРА, но и многих других независимых активистов. Правительство утверждает, что они вызваны бандитскими разборками, связанными с торговлей наркотиками.